# گوینویر ترنر
گوینویر ترنر (انگلیسی: Guinevere Turner؛ زادهٔ ۲۳ مهٔ ۱۹۶۸) هنرپیشه، فیلم‌نامه‌نویس و کارگردان اهل ایالات متحده آمریکا است. وی از سال ۱۹۹۴ میلادی تاکنون مشغول فعالیت بوده‌است.
از فیلم‌های معروف او می‌توان به بازی در فیلم‌های به دنبال امی و امید واهی اشاره کرد.